# Gouvix
Gouvix é uma comuna francesa na região administrativa da Normandia, no departamento Calvados. Estende-se por uma área de 5,2 km². Em 2010 a comuna tinha 850 habitantes (densidade: 163,5 hab./km²).